# День польської науки
День польської науки — польське державне свято, яке відзначається 19 лютого і присвячене вшануванню досягнень польських вчених та їхніх зусиль у відкритті істини. Його дата пов'язана з річницею народження Миколая Коперника, що припадає на цей день. У цей день люди не мають вихідного від роботи. Акт про встановлення свята підписав президент Анджей Дуда 3 лютого 2020 року.